# Coroça

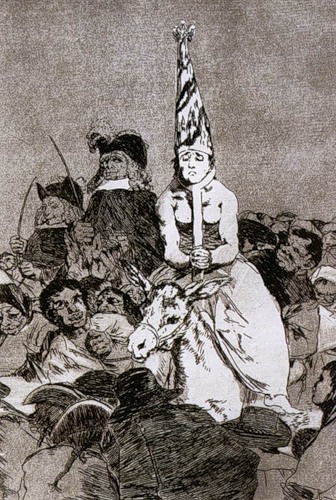
Condenada pela Inquisição espanhola que leva uma coroça com desenhos de lumes o que significa que vai ser queimada na fogueira por heresia (gravado da série Os Caprichos de Francisco de Goya).

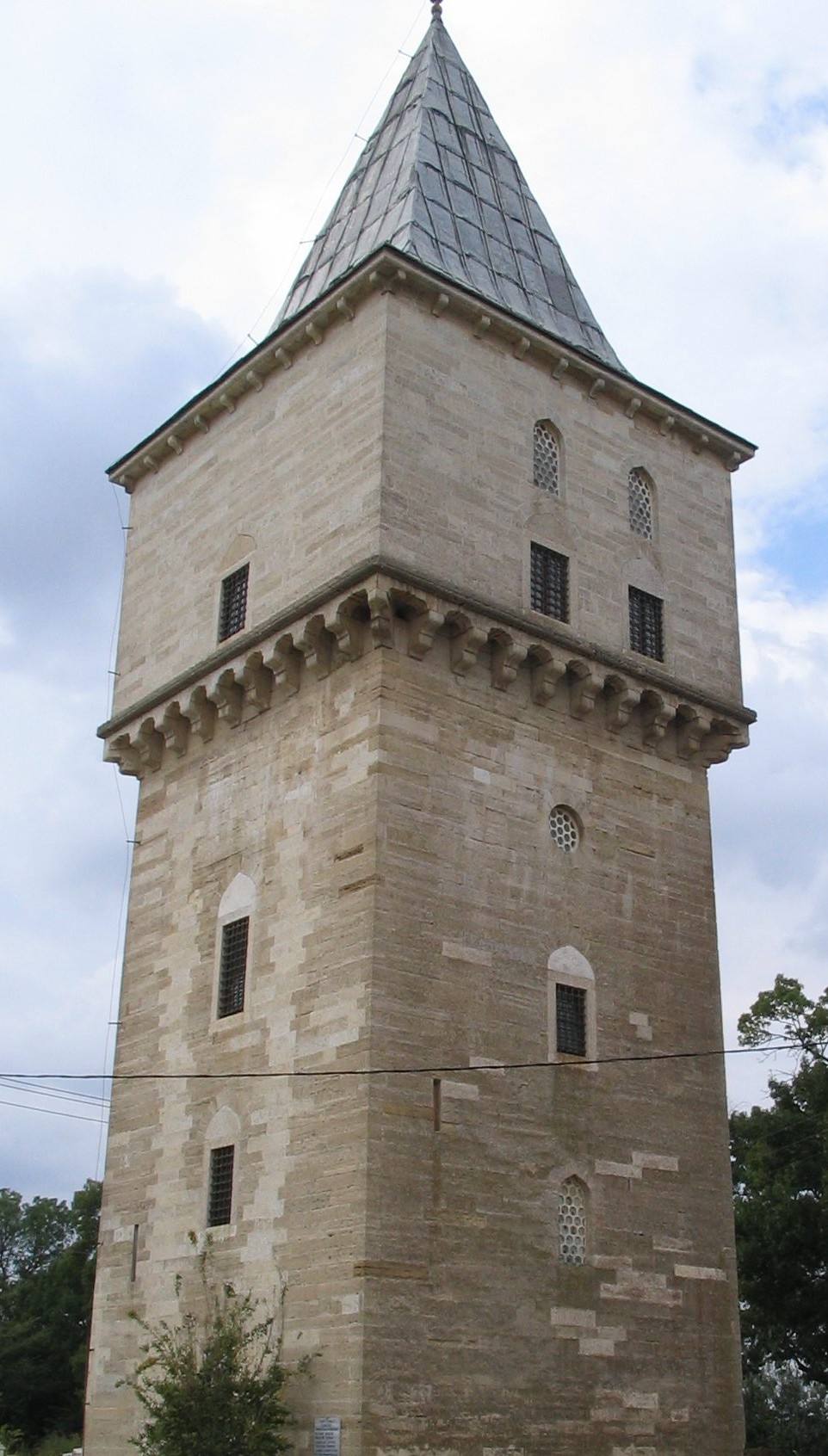
A Torre da Justiça em Edirne. A data é Tishá BeAv, 1666. Sabbatai Zevi anuncia que seu nome é Mehmed. Sobre sua cabeça está a espada de Osman. A Torre da Justiça tem uma arquitetura única, simbolizando a natureza dupla da Coroça.

A coroça era um gorro de papel ou cartão pintado em forma cónica que se punha aos condenados pela Inquisição espanhola e pela Inquisição portuguesa e que servia de complemento ao sambenito. A função de ambos era identificar o réu no auto de fé por ter atentado contra Deus e contra a sua Igreja, pelo que eram símbolos da infâmia.

## História
As coroças, tal como os sambenitos, variavam segundo o delito e a sentença. Os condenados à morte (os relaxados ao braço secular) levavam uma coroça vermelha junto com um sambenito negro com chamas e, por vezes, também demónios, dragões ou serpentes, símbolos do Inferno. Os reconciliados com a Igreja católica, porque tinham reconhecido a sua heresia e se tinham arrependido, levavam uma coroça similar ao sambenito, amarela com duas cruzes diagonais pintadas sobre ele ou com duas cruzes de Santiago com as chamas orientadas para abaixo, o que simbolizava que se tinham livrado da fogueira. Os sentenciados a receber chicotadas levavam uma corda ao pescoço com uns nós que indicavam as centenas de chicotadas que deviam receber.
As diferentes coroças (ou "carapuças") e sambenitos estão descritas no seguinte relato da procissão da Cruz Branca que iniciou o auto de fé celebrado em Madrid em 1680:
Não se sabe ao certo se os reconciliados, que estavam obrigados a usar o sambenito durante o tempo que durasse a condenação, como sinal da sua infâmia, eram também obrigados a usar a coroça. O que parece certo é que, uma vez cumprida a sentença, não se penduravam na igreja paroquial junto com os sambenitos ad perpetuam rei memoriam. A Inquisição considerava que tinha que perpetuar a lembrança da infâmia de um herege, infâmia essa que se estendia aos seus familiares e descendentes.